# Guesalaga-Insel
Die Guesalaga-Insel (spanisch Islote Guesalaga, im Vereinigten Königreich Bell Island) ist die nördlichere zweier Inseln vor der Ostküste von Lecointe Island im Palmer-Archipel vor der Westküste der Antarktischen Halbinsel. Die andere ist die Isla Viola, mit der sie gemeinsam die Inselgruppe der Islotes Sigrid bildet.
Namensgeber der Insel ist Federico Guesalaga Toro, Leiter der Ersten Chilenischen Antarktisexpedition (1946–1947). Namensgeber der im Vereinigten Königreich gültigen Benennung ist der britische Anatom Charles Bell (1774–1842).